# Laboratoire national des champs magnétiques intenses
Vous pouvez aider à l'améliorer ou bien discuter des problèmes sur sa page de discussion.
- Il provient essentiellement de <lien absent>, ou recopie cette source, en partie ou en totalité. Cette source est libre de droits, mais elle peut être trop ancienne ou peu objective. Améliorez la pertinence et la neutralité de l’article à l'aide de sources plus récentes. (Marqué depuis décembre 2021)
- Il ne s’appuie pas, ou pas assez, sur des sources secondaires ou tertiaires. (Marqué depuis décembre 2021)
- La notion qu'il invoque est trop technique ou pas assez détaillée. Il est préférable de la préciser au moyen d’un lien interne ou d’une note . (Marqué depuis décembre 2021)
- Il est à actualiser. Certains passages sont obsolètes ou annoncent des événements désormais passés. (Marqué depuis décembre 2021)

- Archive Wikiwix
- Bing
- Cairn
- DuckDuckGo
- E. Universalis
- Gallica
- Google
- G. Books
- G. News
- G. Scholar
- Persée
- Qwant
- (zh) Baidu
- (ru) Yandex
- (wd) trouver des œuvres sur Wikidata

Le Laboratoire national des champs magnétiques intenses (LNCMI) est une infrastructure de recherche du CNRS. Il est basé sur deux sites : un à Grenoble, où sont générés des champs continus, et un à Toulouse, où sont générés des champs pulsés.
En plus de l’activité de recherche propre, le laboratoire a pour mission de générer des champs magnétiques les plus intenses possibles et d’accueillir des scientifiques du monde entier, afin que ceux-ci effectuent leurs expériences en champ intense.
Depuis 2015, le LNCMI fait partie des quatre laboratoires européens du Laboratoire européen des champs magnétiques (en) (EMFL), les deux autres laboratoires étant à Dresde en Allemagne et Nimègue aux Pays-Bas.

## Historique
En 2009, les laboratoires des champs magnétiques pulsés de Toulouse et des champs continus de Grenoble s’associent pour créer le LNCMI.

### Site de Toulouse
Le Service national des champs magnétiques pulsés a été créé au sein de l’Institut national des sciences appliquées de Toulouse au début des années 1960, sous la direction de S. Askénazy. Il devient, au début des années 1990, le Laboratoire national des champs magnétiques pulsés (LNCMP) une unité mixte de recherche du CNRS associée à l’Institut national des sciences appliquées de Toulouse et à l’université Toulouse-III-Paul-Sabatier.

### Site de Grenoble
Des champs magnétiques continus de quelques teslas ainsi que des champs magnétiques pulsés de 30 T sont disponibles à Grenoble en 1960. Dès la construction des laboratoires du CNRS sur le site du polygone scientifique en 1962, Louis Néel conçoit des projets de champs magnétiques plus intenses. Dans la continuité de ces projets, le Service national des champs magnétiques intenses est créé en 1970. 
Le développement de ce laboratoire ainsi que la collaboration du SNCI avec le Max Planck institut de 1972 à 2004 ont notamment permis d’atteindre des champs magnétiques records (31,35 teslas en 1987) et la découverte de l’effet Hall quantique par Klaus von Klitzing en 1980 qui lui vaudra le prix Nobel de physique en 1985.
Le laboratoire est associé à l'université Grenoble-Alpes.
Le site de Grenoble est desservi par la ligne B du tramway et par les lignes de bus urbaines C6, 22 et 54. Des lignes de bus interurbaines le desservent également : Express 1 à destination de Voiron ou Crolles, Express 2 à destination de Voreppe ou Froges, T64 à destination de Villard-de-Lans et T65 à destination de Lans-en-Vercors.

## Missions
Le LNCMI a plusieurs missions :
- Générer des champs magnétiques intenses[6] : sur le site de Grenoble, les champs magnétiques continus atteignent jusqu’à 35 teslas, ce qui permet des mesures physiques de longue durée. Un aimant hybride capable de générer 43 T en continu est en construction. Sur le site de Toulouse, des champs pouvant atteindre 80 T sur des courtes durées (centaines de millisecondes) sont générés. Il est aussi possible d’atteindre entre 150 et 250 T grâce au générateur Megagauss. La bobine est détruite durant l’expérience mais l’échantillon reste intact. Le site de Toulouse a de plus développé des aimants et générateurs transportables pour être utilisés sur d’autres grandes installations de recherche. Pour générer ces champs et permettre des mesures physiques,  des installations électriques (et hydraulique pour Grenoble) importantes ainsi qu’une instrumentation de pointe sont nécessaires.
- Effectuer une recherche propre : les recherches des scientifiques du LNCMI sont diversifiées et vont de la physique la plus fondamentale à la physique appliquée. En effet, le champ magnétique est un puissant outil pour la recherche permettant de manipuler, de sonder et de déterminer les propriétés de la matière.
- Accueillir des utilisateurs : en tant qu’infrastructure de recherche, le LNCMI accueille des chercheurs du monde entier afin qu’ils puissent réaliser leurs expériences dans des champs les plus intenses possibles.

## Localisation des sites
| Toulouse Grenoble |